# 1283
Évszázadok: 12. század – 13. század – 14. század
Évtizedek: 1230-as évek – 1240-es évek – 1250-es évek – 1260-as évek – 1270-es évek – 1280-as évek – 1290-es évek – 1300-as évek – 1310-es évek – 1320-as évek – 1330-as évek
Évek: 1278 – 1279 – 1280 – 1281 –  1282 – 1283 – 1284 – 1285 – 1286 – 1287 – 1288

## Események

### Határozott dátumú események
- június 1. – II. Rudolf osztrák herceg lemondása.

### Határozatlan dátumú események
- az év folyamán –
  - A Német Lovagrend leigázza Poroszországot.
  - I. Eduárd angol király lefoglalja a Templomos Lovagrend kincstárát.
  - I. Eduárd angol király megbízásából elkezdik a conwyi vár, a caernarfoni vár és a harlechi vár építését.
  - A német birodalmi hűbéreket, a két Ausztriát, Stájerországot, Karintiát és Krajnát – a rheinfeldeni családi egyezség révén – Ausztriai Albert örökli egy tagban.[1]

## Születések
- I. Margit skót királynő († 1290)
- IV. Lajos német-római császár († 1347)